# Баришівські вісті
«Ба́ришівські ві́сті» — районна газета.
Заснована в березні 1930 року під назвою «Прапор колективіста» як орган Баришівського районного комітету КП(б)У. Від 1965 року — сучасна назва. Зараз носить назву «Баришівський вісник».

Виходить у смт Баришівка Київської області двічі на тиждень українською мовою.
Співзасновники «Баришівських вістей» — районна державна адміністрація, районна рада та редакція газети.
Основна тематика видання — події в соціально-економічному та культурному житті Баришівського району та районного центру.

## Інтернет
- Редактор газети «Баришівські вісті» розпочала голодування

| Газета | Це незавершена стаття про газету. Ви можете допомогти проєкту, виправивши або дописавши її. |